# Jałowo (jezioro)
Jałowo – jezioro w woj. podlaskim, w pow. augustowskim, w gminie Nowinka, na północny zachód od Augustowa, leżące na terenie Równiny Augustowskiej.
Powierzchnia zwierciadła wody według różnych źródeł wynosi od 19 ha do 22,5 ha.
Zwierciadło wody położone jest na wysokości 129,8 m n.p.m. lub Głębokość maksymalna jeziora wynosi 12,2 m.
Jezioro rynnowe, otoczone lasem. Poprzez niewielką rzeczkę Jałówkę połączone z rzeką Rospudą. Wiosną na Jałówce można obserwować zjawisko odwrócenia kierunku nurtu, kiedy Rospuda podnosi poziom swych wód o prawie metr i jej wzburzone wody są wtłaczane z powrotem do dopływu.
Przy ujściu Jałówki do Rospudy – Uroczysko Święte Miejsce.